# Mortal Kombat 1
Mortal Kombat 1 je bojová videohra vyvinutá studiem NetherRealm Studios, kterou vydala společnost Warner Bros. Games. Jde o dvanáctý hlavní díl série Mortal Kombat a pokračování Mortal Kombat 11. Mortal Kombat 1 je po Mortal Kombat (2011) druhým rebootem celé série. Hra vyšla 19. září 2023 pro Nintendo Switch, PlayStation 5, Windows a Xbox Series X/S.

## Hratelnost
Mortal Kombat 1 obsahuje zcela nový příběh, online multiplayer a offline hraní. Představila sekundární postavy nazvané „Kameo Fighters“, které hráči poskytují pomoc při soubojích. Tyto postavy jsou oddělené od hlavní kategorie bojovníků. Kromě toho se ve hře objevil systém Air Combo (známý z her Mortal Kombat: Armageddon a Mortal Kombat: Shaolin Monks), který byl značně vylepšen.

## Postavy
Hra obsahuje hratelné postavy známé z předešlých dílů, některé z nich se dlouho v sérii neobjevily. Do hry lze stáhnout šest dalších hratelných postav, tyto postavy je možné získat prostřednictvím stahovatelného obsahu „Kombat Pack“. Dále hra obsahuje „Kameo“ postavy, ty lze přivolat, aby hráči pomáhaly během boje.
| Hratelné postavy | Stahovatelné postavy                                             | Kameo postavy |
| --- | ---------------------------------------------------------------- | --- |
| - Ashrah - Baraka - General Shao - Geras - Havik - Johnny Cage - Kenshi - Kitana - Kung Lao - Li Mei - Liu Kang - Mileena - Nitara - Raiden - Rain - Reiko - Reptile - Scorpion - Sindel - Shang Tsung - Smoke - Sub-Zero - Tanya | - Ermac - Homelander - Omni-Man - Peacemaker - Quan Chi - Takeda | - Cyrax - Darrius - Ferra - Frost - Goro - Jax Briggs - Kano - Khameleon - Kung Lao - Mavado - Motaro - Sareena - Scorpion - Sektor - Shujinko - Sonya Blade - Stryker - Sub-Zero - Tremor |

## Vývoj
Po ukončení podpory hry Mortal Kombat 11 společnost NetherRealm Studios oznámila, že od července 2021 pracuje na novém projektu. Hlasový herec Andrew Bowen na svém twitteru naznačil, že se pracuje na dvanáctém dílu. V únoru 2023 oznámil generální ředitel společnosti Warner Bros. Discovery David Zaslav, že dvanáctý díl série bude vydán ještě v tomto roce.
Dne 18. května 2023 byla oznámena hra Mortal Kombat 1 s datem vydání 19. září 2023. Jedná se o reboot série, který bude zasazen do časové linie Nové éry, kterou stvořil Liu Kang poté, co dosáhl božství ve hře Mortal Kombat 11. NetherRealm Studios oznámilo, že ti, kdo si předobjednají jakoukoli verzi hry pro PlayStation 5 nebo Xbox Series X/S, získají v srpnu 2023 přístup do beta verze. Plná verze hry bude obsahovat cross-play a cross-progression. Jako prémiový stahovatelný obsah bude k dispozici skin pro postavu Johnnyho Cage vytvořený podle podoby Jeana-Clauda Van Damma.